# 李玟真
李玟真（有人写作“李文真”，1984年7月11日—）韩国职业七段围棋选手。2007年五连胜，结束第五届世界女子圍棋賽正官庄杯。2008年以三连胜结束第六届正官庄杯。2010年亞洲運動會圍棋比賽为韩国夺得女子團體賽金牌。2013年第18届三星车险杯统合预选赛出线，但分娩在即被禁坐飞机，无奈放弃三星杯本赛。2014年第四届黄龙士双登杯世界女子围棋擂台赛首局遭到宋容慧的逆转。